# Шалимова, Анастасия Андреевна
Анастасия Андреевна Шалимова (29 марта 2001, Новосибирск) — российская футболистка, полузащитница клуба «Ростов».

## Биография
С 7-летнего возраста занималась футболом в СДЮШОР «Сибирь» (Новосибирск), первый тренер — Андрей Метла. В 2015 году перешла в школу «Чертаново» (Москва), тренер — Татьяна Бикейкина. Выступала за юниорские сборные Новосибирской области и Москвы. В 2015 году признана лучшим игроком первенства России среди 15-летних девушек. В составе молодёжной команды «Чертаново» играла в матчах первого дивизиона России.
14 апреля 2019 года сыграла дебютный матч в высшей лиге России в составе «Чертаново» против «Енисея», заменив на 93-й минуте Наталью Трофимову. Всего за основную команду московского клуба сыграла 3 матча в высшей лиге. В 2020 году перешла в петербургский «Зенит», где также провела 3 матча. В 2021 года играла в первой лиге за «Новосибирск». В 2022 году перешла в «Ростов».
Выступала за юниорскую и молодёжную сборную России.